# Beaune-la-Rolande
Beaune-la-Rolande este o comună franceză situată în departamentul Loiret, în regiunea Centre-Val de Loire.

## Geografie

### Localizare
Comuna Beaune-la-Rolande se află în cadranul nord-estic al departamentului Loiret, în regiunea agricolă Gâtinais. În linie dreaptă, este situată la 43,0 km de Orléans, reședința departamentului, și la 17,4 km de Pithiviers, subprefectură.

### Comune limitrofe
| Barville-en-Gâtinais             | Égry                  | Auxy       |
| Batilly-en-Gâtinais Saint-Michel |                       | Juranville |
| Montbarrois                      | Saint-Loup-des-Vignes | Juranville |

### Relief și peisaje
Teritoriul comunei prezintă un relief foarte redus, cu excepția interiorului orașului și a locului numit la Montagne, situat în partea de sud.

### Geologie și relief

#### Geologie
Comuna este situată în sudul Bazinului Parisian, cel mai mare dintre cele trei bazine sedimentare franceze. Această vastă depresiune, ocupată în trecut de mări puțin adânci și lacuri, s-a umplut treptat, pe măsură ce soclul său s-a afundat, cu nisipuri și argile provenite din eroziunea reliefului înconjurător, precum și cu calcare de origine biologică, formând astfel o succesiune de straturi geologice.
Straturile aflorante de pe teritoriul comunei sunt alcătuite din formațiuni superficiale din Cuaternar și roci sedimentare datând din Neozoic, cea mai recentă eră geologică pe scara timpilor geologici, începută acum 66 de milioane de ani.
Cea mai veche formațiune este calcarul de Étampes, care datează din Oligocen, în perioada Paleogenă. Cea mai recentă formațiune este reprezentată de depozite antropice din Holocen, în perioada Cuaternară.
Descrierea detaliată a acestor straturi se regăsește în foile n°328 - Pithiviers și n°364 - Bellegarde-du-Loiret ale hărții geologice la scara 1/50 000 a departamentului Loiret, împreună cu notele explicative asociate acestora.

#### Relief
Suprafața cadastrală a comunei, publicată de INSEE și utilizată ca referință în toate statisticile, este de 20,55 km². Suprafața geografică este de 20,57 km².
Relieful este relativ plat, având o diferență maximă de nivel de 28 metri. Altitudinea teritoriului variază între 91 m și 119 m.

### Hidrografie
Râul Rolande, care își are izvorul la câțiva kilometri distanță, traversează orașul înainte de a se vărsa în Fusain, la Corbeilles.

### Climă
În 2010, clima comunei era de tip oceanic al câmpiilor din Centru și de Nord, conform unui studiu a CNRS care se baza pe o serie de date care acoperă perioada 1971-2000. În 2020, Météo-France a publicat o tipologie a climei din Franța metropolitană în care comuna este expusă la un climat oceanic și se încadrează în regiunea climatică sud-vestică a bazinului parizian, caracterizată prin precipitații scăzute, în special în primăvară (120 până la 150 mm) și o iarnă rece (3,5 °C).
Pentru perioada 1971-2000, temperatura medie anuală este de 10,9 °C, cu o amplitudine termică anuală de 15,5 °C. Cantitatea medie anuală de precipitații este de 676 mm, cu 10,7 zile de precipitații în ianuarie și 7,5 zile în iulie. Pentru perioada 1991-2020, temperatura medie anuală observată la stația meteorologică cea mai apropiată, situată în comuna Ladon la 11 km distanță în linie dreaptă, este de 11,8 °C, iar cantitatea medie anuală de precipitații este de 677,0 mm.
Pentru viitor, parametrii climatici estimati pentru comună, pentru anul 2050, conform diferitelor scenarii de emisii de gaze cu efect de seră, pot fi consultati pe un site dedicat publicat de Météo-France în noiembrie 2022.

## Urbanism

### Tipologie
La 1 ianuarie 2024, Beaune-la-Rolande este clasificată drept burg rural, conform noii grile comunale de densitate cu șapte niveluri, definită de INSEE (Institutul Național de Statistică și Studii Economice) în 2022. Comuna este situată în afara oricărei unități urbane și în afara ariei metropolitane a orașelor.

### Utilizarea terenurilor
Ocuparea terenurilor din comună, așa cum reiese din baza de date europeană privind ocuparea biogeofizică a solurilor Corine Land Cover (CLC), este marcată de predominanța terenurilor agricole (89,4 % în 2018), în scădere față de 1990 (94,6 %). Distribuția detaliată în 2018 este următoarea: terenuri arabile (84,3 %), zone urbanizate (6,8 %), zone agricole eterogene (5,1 %), zone industriale sau comerciale și rețele de comunicații (2,7 %), păduri (1,1 %). Evoluția ocupării terenurilor în comună și a infrastructurilor sale poate fi observată pe diferitele reprezentări cartografice ale teritoriului: harta Cassini (secolul XVIII), harta de stat-major (1820-1866) și hărțile sau fotografiile aeriene ale IGN pentru perioada actuală (1950 până în prezent).

### Infrastructură rutiere

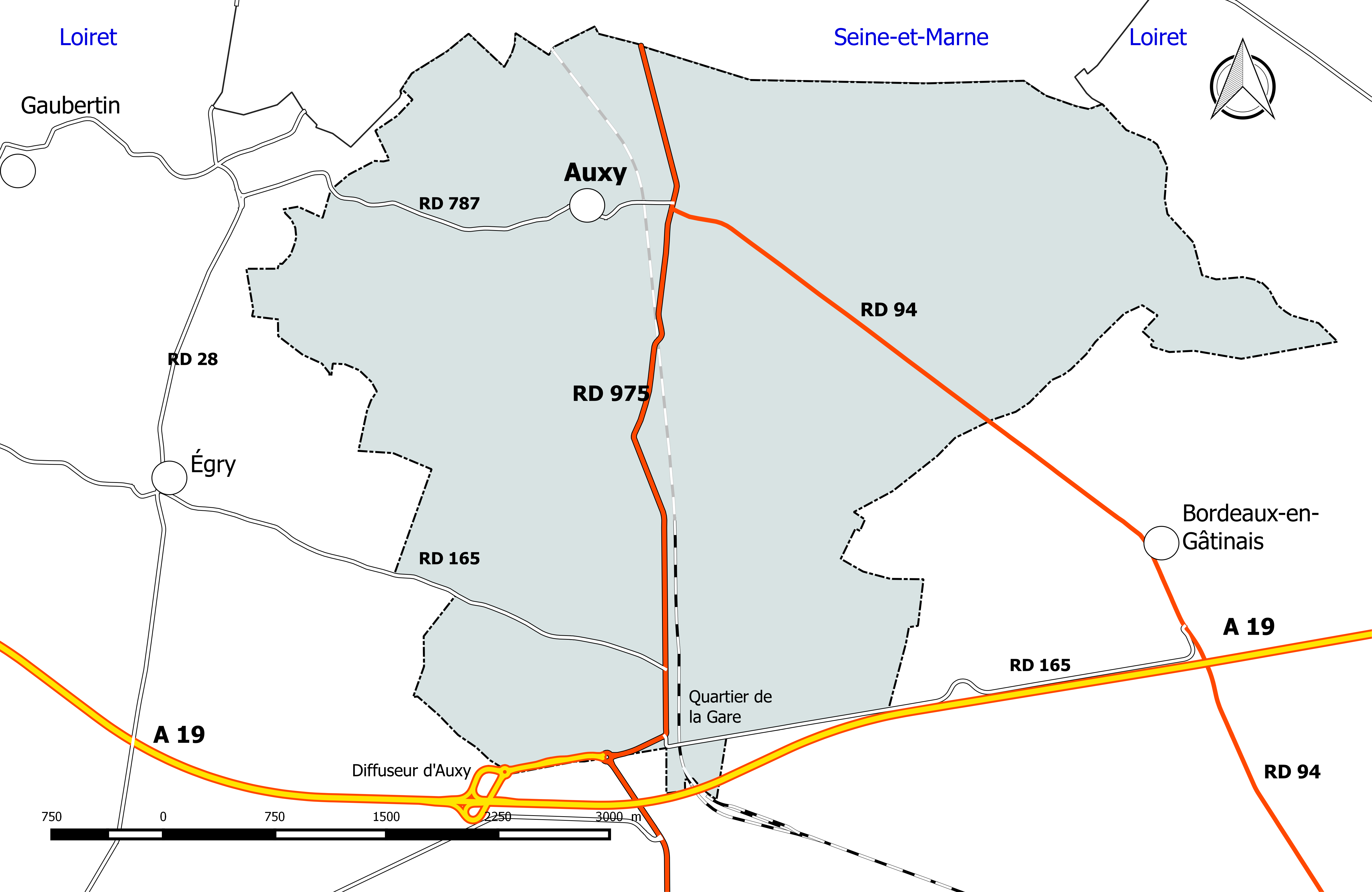
Rețeaua rutieră principală a comunei Auxy (cu indicația traficului rutier din 2014).

Comuna este traversată de șapte drumuri departamentale: RD 950, 9, 28, 29, 31, 209 și 229.

## Toponimie
„Beaune” este evoluția etimologică a cuvântului galic latinizat „Belena”, derivat de la zeul galic Belenus, divinitatea apelor curgătoare.
Denumirea oficială actuală a fost instituită în 1823, înlocuind Beaune, denumire care încă se mai păstrează, într-un mod relativ marginal, în limbajul cotidian.
Contrar a ceea ce s-ar putea crede, numele Beaune-la-Rolande nu provine de la râul care traversează orașul. Dimpotrivă, orașul ar fi fost cel care a dat numele cursului de apă (așadar, după 1823).
Orașul și-ar trage numele de la denumirea Beaune-le-Roland, provenită de la unul dintre primii seniori ai așezării.
A existat, într-un mod foarte marginal, o denumire uzuală Beaune-en-Gâtinais, care a dispărut aproape complet după 1823 (până de curând mai exista un panou indicator cu acest nume).
Comunele care purtau anterior același nume erau Beaune (Côte-d'Or), Beaune-d'Allier (Allier) și Beaune-sur-Arzon (Haute-Loire).

## Istorie

### Preistorie
Urme ale unei așezări neolitice sunt atestate în împrejurimile orașului. Ulterior, situl Beaune-la-Rolande se afla pe teritoriul tribului galic al senonilor. Conform unor ipoteze, ar putea fi vorba despre Vellaunodunum, oraș asediat de Iulius Cezar, deși alți cercetători sugerează că acesta s-ar putea identifica mai degrabă cu Montargis sau Château-Landon.

### Antichitate
Locul actual al orașului a fost locuit încă din epoca galo-romană, fapt atestat de descoperirea unor schelete, vase ceramice și obiecte metalice. Orașul se află în apropierea drumului lui Cezar, care lega Sens, capitala senonilor, de Cenabum (Orléans). Săpăturile realizate cu ocazia construcției autostrăzii A19 au scos la iveală o așezare galo-romană de aproximativ zece hectare, cu numeroase clădiri prevăzute cu pivnițe, aliniate de-a lungul unei străzi dotate cu trotuare și rigole de scurgere. La intrarea în așezare a fost descoperită și o instalație termală.

### Evul Mediu
Oraș fortificat în Evul Mediu, Beaune-la-Rolande păstrează și astăzi numeroase vestigii ale zidului de incintă, inclusiv mai multe turnuri și câteva fragmente de zid. O biserică din secolul al XIII-lea este încă în picioare și poate fi admirată în prezent.

### Epoca contemporană

#### Războiul din 1870
La 28 noiembrie 1870, în timpul războiului franco-prusac, a avut loc o bătălie în apropiere de Beaune-la-Rolande, în care și-au pierdut viața peste 1 800 de oameni, printre care și pictorul Frédéric Bazille. Prințul Carol al Prusiei a învins armata Loarei, condusă de generalul d'Aurelle de Paladines.

#### Al Doilea Război Mondial

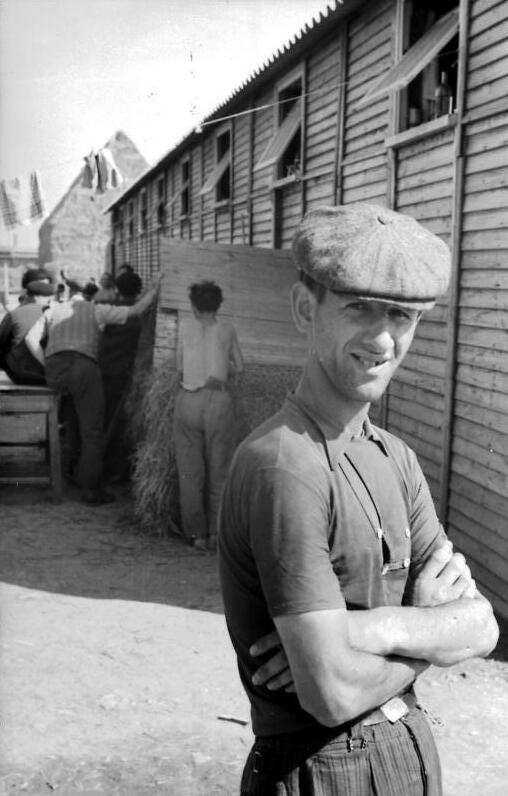
Lagărul de tranzit din Beaune-la-Rolande.

În timpul celui de-Al Doilea Război Mondial, Beaune-la-Rolande găzduia un lagăr, construit în 1939 pentru a închide viitorii prizonieri de război germani. În 1940, acesta a fost transformat de către germani într-un lagăr pentru prizonierii de război francezi, înainte ca aceștia să fie trimiși în Germania.
Situat în apropierea centrului satului, acest lagăr a fost transformat în 1941 într-un lagăr de internare și tranzit pentru evrei. Lagărul se afla sub comandament francez. Împreună cu cel din Pithiviers, a internat aproape 18 000 de evrei, dintre care majoritatea erau copii, care au fost ulterior deportați, în mare parte, la Auschwitz-Birkenau, unde au fost exterminați.
Lagărul a fost închis pe 4 august 1943 de către Alois Brunner.
În 1965, pe locul fostului lagăr a fost ridicat un monument comemorativ.

## Populația și societatea

### Date demografice
Evoluția numărului de locuitori este cunoscută prin recensămintele populației efectuate în comună începând din 1793. Pentru comunele cu mai puțin de 10 000 de locuitori, un recensământ al întregii populații este realizat la fiecare cinci ani, populațiile legale pentru anii intermediari fiind estimate prin interpolare sau extrapolare.
În 2022, comuna număra 1 991 locuitori, în scădere cu -0,8 % față de 2016 (Loiret: −1,06 %, Franța fără Mayotte: +2,11 %).
| An        | 1793  | 1821  | 1841  | 1851  | 1876  | 1886  | 1901  | 1921  | 1936  | 1962  | 1982  | 2006  | 2014  | 2022  |
| --------- | ----- | ----- | ----- | ----- | ----- | ----- | ----- | ----- | ----- | ----- | ----- | ----- | ----- | ----- |
| Populație | 2 028 | 2 169 | 2 122 | 2 131 | 1 967 | 1 845 | 1 860 | 1 620 | 1 746 | 1 758 | 1 928 | 2 073 | 1 984 | 1 991 |

## Patrimoniu

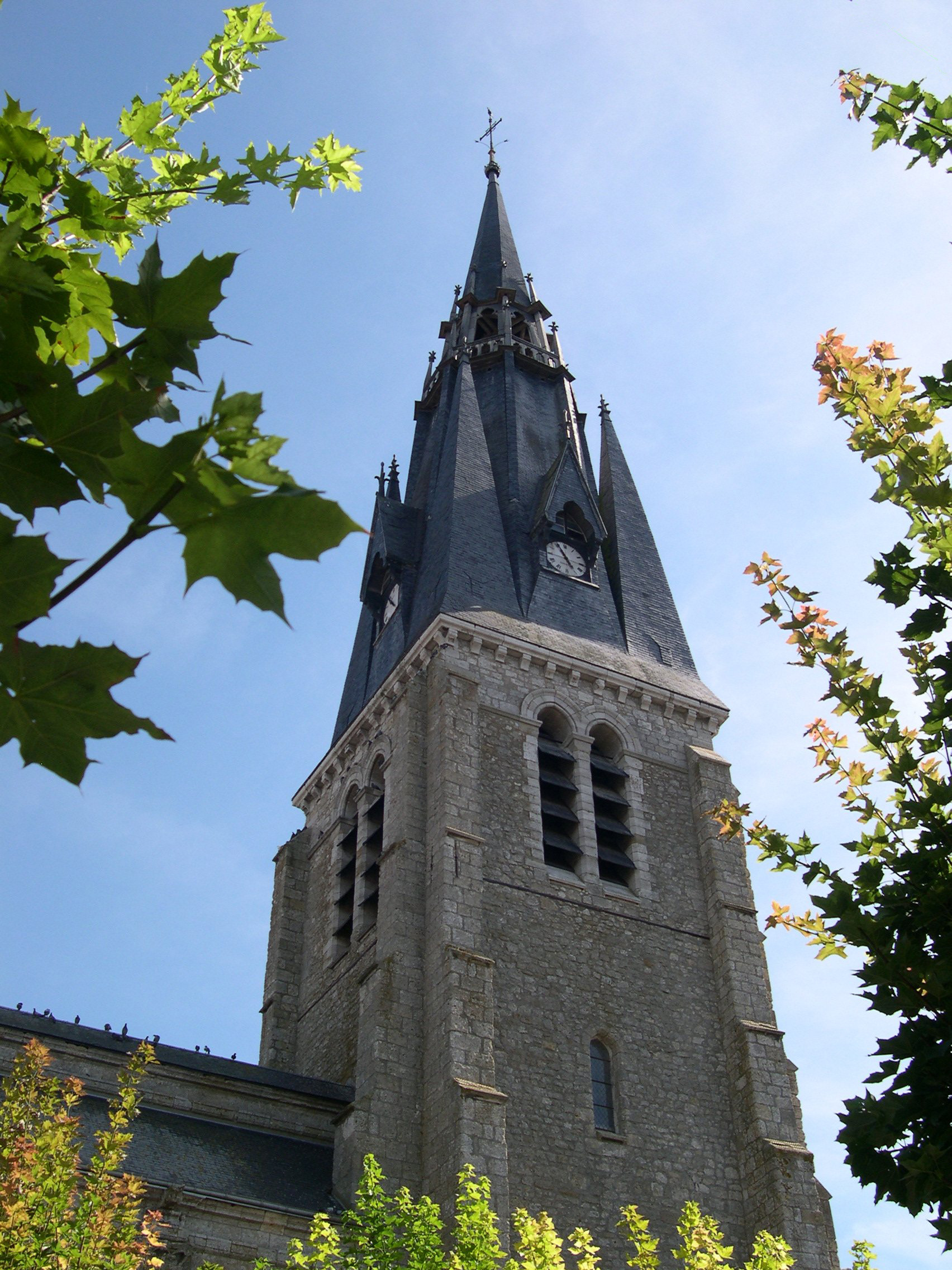
Biserica Saint-Martin.

- Biserica Saint-Martin, clasată monument istoric la 15 aprilie 1911, datează inițial din secolul al XII-lea. A fost parțial distrusă în timpul Războiului de 100 de Ani, dar au fost conservate cripta Saint-Pipe[34], o fațadă și turnul-clopotniță. Reconstrucția a avut loc în secolele al XV-lea și al XVI-lea, iar fleșa a fost renovată în 1865[35].
- Cimitirul din secolul al XVI-lea, a cărui poartă a fost clasată Monument Istoric în 1911[36].
- Vestigiile vechilor fortificații ale așezării[37].
- Crucea de drum Saint-Étienne, din secolul al XIX-lea[38].
- Casa perceptorului orașului Beaune, datând din secolul al XVIII-lea[39].
- Monumentul comemorativ dedicat deportaților din lagăr, inclusiv celor din iulie 1942.
- Monumentul comemorativ dedicat lui Paul Cabanis, decedat la 26 februarie 1944, realizat de René Iché și inaugurat de președintele Adunării Naționale și fost președinte al Consiliului, Édouard Herriot.

## Personalități
- Pictorul Frédéric Bazille (1841-1870) a fost ucis aici pe 28 noiembrie 1870, în timpul unei bătălii. Un monument în onoarea sa a fost ridicat pe locul unde și-a pierdut viața. Tatăl său, în semn de recunoștință, a donat un tablou al fiului său bisericii orașului[40].